# غوف وايتلام
إدوارد غوف وايتلام (بالإنجليزية: Edward Gough Whitlam)‏ (11 يوليو 1916 - 21 أكتوبر 2014) هو رئيس الوزراء الاسترالي الحادي والعشرين من عام 1972 حتى 1975. ورئيس لحزب العمال الأسترالي من عام 1967 حتى 1977. خدم وايتلام في القوات الجوية الملكية الأسترالية خلال الحرب العالمية الثانية لأربع سنوات كملاح في سلاح الجو.
فاز ويتلام في انتخابات عام 1974 ثم أقاله الحاكم العام لأستراليا، سير جون كير، على نحو مثير للجدل في ذروة الأزمة الدستورية الأسترالية في عام 1975. ويتلام رئيس الوزراء الأسترالي الوحيد الذي أقيل من منصبه بهذه الطريقة حتى اليوم.
عمل ويتلام بصفة ملاح جوي في القوات الجوية الملكية الأسترالية مدة أربع سنوات خلال الحرب العالمية الثانية، وبصفة محام بالقضاء العالي بعد الحرب. انتُخب أول مرة في البرلمان في 1952، ممثلًا ويريوا في مجلس النواب. أصبح ويتلام نائب رئيس حزب العمل في عام 1960، وفي عام 1967، بعد تقاعد آرثر كالويل، انتُخب رئيسًا وأصبح زعيمًا للمعارضة. وبعد خسارته بفارق ضئيل في انتخابات عام 1969، قاد ويتلام حزب العمال إلى الفوز في انتخابات عام 1972 بعد 23 عامًا متواصلة من حكم ائتلاف الدولة الليبرالية.
نفذت حكومة ويتلام عددًا كبيرًا من البرامج الجديدة والتغييرات في السياسات، منها إنهاء التجنيد العسكري، وتوفير الرعاية الصحية للجميع، والتعليم الجامعي المجاني، وتطبيق برامج المساعدة القانونية. أخر مجلس الشيوخ الذي تسيطر عليه المعارضة تمرير مشروعات القوانين، فدعا ويتلام إلى فضّ مزدوج وانتخابات في عام 1974 فاز فيها بأغلبية مخفضة قليلًا في مجلس النواب، وحصل على ثلاثة مقاعد في مجلس الشيوخ. أقامت حكومة ويتلام الجلسة المشتركة الأولى والوحيدة بموجب المادة 57 من الدستور لتكون جزءًا من عملية الفض المزدوج. وعلى الرغم من فوز الحكومة الثاني في الانتخابات، وردًا على فضائح الحكومة والاقتصاد المتعثر بسبب أزمة النفط في عام 1973 والركود الاقتصادي في الفترة 1973-1975، واصلت المعارضة عرقلة برنامج الحكومة في مجلس الشيوخ. في أواخر عام 1975، لم يسمح أعضاء مجلس الشيوخ من المعارضة بالتصويت على مشاريع قوانين الاعتمادات الحكومية، وأعادوها إلى مجلس النواب مع مطالبة الحكومة بالذهاب إلى الانتخابات، وبالتالي رفض التوريد الحكومي. رفض ويتلام التراجع بحجة أن حكومته التي تتمتع بأغلبية صريحة في مجلس النواب يبتزها مجلس الشيوخ. وانتهت الأزمة في 11 نوفمبر، حين وصل ويتلام إلى اجتماع مخطط مسبقًا مع الحاكم العام، سير جون كير، في مقر الحكومة بهدف إجراء انتخابات مجلس الشيوخ النصفية. أقال كير ويتلام وكلف زعيم المعارضة مالكولم فريزر ليكون رئيس الوزراء المؤقت. وخسر حزب العمل الانتخابات اللاحقة بأغلبية ساحقة.
تنحى ويتلام بعد خسارته مرة أخرى في انتخابات في 1977، وتقاعد من البرلمان في 1978. وبعد انتخاب حكومة هوك في عام 1983، عُين سفيرًا لليونسكو، وهو المنصب الذي شغله بامتياز، وانتُخب عضوًا في المجلس التنفيذي لليونسكو. ظل نشطًا في التسعينيات من عمره. وكثيرًا ما نوقشت ظروف إقالته وصحة ذلك وإرث حكومته في العقود التي تلت تركه منصبه.

## روابط خارجية
- غوف وايتلام على موقع الموسوعة البريطانية (الإنجليزية)
- غوف وايتلام على موقع مونزينجر (الألمانية)
- غوف وايتلام على موقع إن إن دي بي (الإنجليزية)
- غوف وايتلام على موقع ديسكوغز (الإنجليزية)